# Élections législatives norvégiennes de 1997
Les élections législatives norvégiennes de 1997 (Stortingsvalet 1997, en norvégien) se sont tenues le 15 septembre 1997, afin d'élire les cent soixante-cinq députés du Storting pour un mandat de quatre ans.
Bien que le Parti travailliste arrive en tête, le premier ministre Thorbjørn Jagland laisse sa place à une coalition Parti du centre, Parti populaire chrétien et Parti libéral. Cette coalition obtenant la confiance et le soutien du Parti du Progrès.
Kjell Magne Bondevik devient le nouveau Premier Ministre. Il n'ira cependant pas au bout de sa mandature puisque le 17 mars 2000, il perd un vote de confiance à l'assemblée, cédant par conséquent la place au travailliste Jens Stoltenberg.

## Résultats
|                        |                                            |           |       |      |        |               |  |
| Partis                 | Partis                                     | Voix      | %     | +/-  | Sièges | +/−           |  |
|                        | Parti travailliste (Ap)                    | 904 362   | 35,00 | 1,91 | 65     | 2             |  |
|                        | Parti du progrès (FrP)                     | 395 376   | 15,30 | 9,02 | 25     | 15            |  |
|                        | Parti conservateur (H)                     | 370 441   | 14,34 | 2,69 | 23     | 5             |  |
|                        | Parti populaire chrétien (KrF)             | 353 082   | 13,66 | 5,78 | 25     | 12            |  |
|                        | Parti du centre (Sp)                       | 204 824   | 7,93  | 8,81 | 11     | 21            |  |
|                        | Parti socialiste de gauche (SV)            | 155 307   | 6,01  | 1,90 | 9      | 4             |  |
|                        | Parti libéral (V)                          | 115 077   | 4,45  | 0,84 | 6      | 5             |  |
|                        | Alliance électorale rouge (RV)             | 43 252    | 1,67  | 0,60 | 0      | 1             |  |
|                        | Parti des retraités (PP)                   | 16 031    | 0,62  | 0,43 | 0      | en stagnation |  |
|                        | Députés non-partisans (TVF)                | 9 195     | 0,36  | 0,33 | 1      | 1             |  |
|                        | Parti de l'environnement - Les Verts (MDG) | 5 884     | 0,23  | 0,11 | 0      | en stagnation |  |
|                        | Parti de la Patrie (FLP)                   | 3 805     | 0,15  | 0,32 | 0      | en stagnation |  |
|                        | Autres partis                              | 7 525     | 0,29  | -    | 0      | -             |  |
|                        |                                            |           |       |      |        |               |  |
| Suffrages exprimés     | Suffrages exprimés                         | 2 584 161 | 99,63 |      |        |               |  |
| Votes blancs et nuls   | Votes blancs et nuls                       | 9 508     | 0,37  |      |        |               |  |
| Total                  | Total                                      | 2 593 669 | 100   | -    | 165    | en stagnation |  |
| Abstentions            | Abstentions                                | 717 521   | 21,67 |      |        |               |  |
| Inscrits/Participation | Inscrits/Participation                     | 3 311 190 | 78,33 |      |        |               |  |